# Lucij Tarkvinij Superb
Lucij Tarkvinij Superb (latinsko Lvcivs Tarqvinivs Svperbvs) je bil legendarni sedmi in zadnji kralj Rima, ki je vladal od leta 535 pr. n. št. do ljudske vstaje leta 509 pr. n. št., ki je pripeljala do ustanovitve Rimske republike, * ni znano, † 495 pr. n. št.
Antični zapisi o obdobju kraljestva so mešanica zgodovine in legend. Tarkvinij naj bi bil sin ali vnuk Lucija Tarkvinija Priska, petega kralja Rima, ki je prišel na prestol preko umorov svoje žene in starejšega brata. Sledil je umor njegovega predhodnika Servija Tulija. Tarkvinijevo vladanje je opisano kot tiranija, ki je upravičila ukinitev  monarhije. 

## Ozadje
Tarkvinij naj bi bil sin ali vnuk Lucija Tarkvinija Priska, petega rimskega kralja, in Tanakvile. Tanakvila je po smrti Anka Marcija s spletkami utirala pot svojemu možu na rimski prestol. Ko so Marcijevi sinovi leta 579 pr. n. št. naredili atentat na Tarkvinija Priska, je Tanakvila na rimski prestol postavila  Servija Tulija in ne enega od svojih sinov ali vnukov.
Po etruščanskem izročilu je junak Makstarna, ki se običajno enači  s Servijem Tulijem, porazil in ubil Rimljana Gneja Tarkvinija in rešil brata Kelija in Avla Vibena iz ujetništva. Dogodek spominja na sicer pozabljen poskus sinov Tarkvinija starejšega, da se vrnejo na rimski prestol.
Da bi preprečil nadaljnje dinastične spore, je Servij svoji hčerki, v zgodovini znani kot Tulija starejša in Tulija mlajša, poročil z bodočim kraljem Lucijem Tarkvinijem Superbom in njegovim bratom Arunsom. Ena od Tarkvinijevih sester, Tarkvinija, se je poročila z Markom Junijem Brutom in postala mati Lucija Junija Bruta, enega od mož, ki so kasneje vodili strmoglavljenje Rimskega kraljestva.
Tulija starejša, poročena z ambicioznim Tarkvinijem, je bila blage narave, mnogo bolj temperamentna Tulija mlajša, pa z neambicioznim Arunsom. Začela ga je zaničevati in se dogovorila s Tarkvinijem, da umori Arunsa in Tulijo starejšo. Po njunem umoru sta se Tarkvinij in Tulija mlajša poročila. Imela sta tri sinove: Tita, Arunska in Seksta ter hčerko Tarkvinijo, ki se je poročila z Oktavijem Mamilijem, knezom Tuskula.

## Strmoglavljenje Servija Tulija
Tulija je svojega moža spodbujala k napredovanju in ga na koncu prepričala, naj si prisvoji Servijev prestol. Tarkvinij je prosil za podporo patricijske senatorje, zlasti tistih iz hiš, ki so bile pod Tarkvinijem starejšim povišane na senatorski položaj. Poklanjal jim je darila in širil kritike na Servijev račun. Tulija mlajša je pridobivala podporo revnejših slojev z obljubami, da bo bodoči kralj višjim razredom odvzel zemljo in jo razdelil revnim. Z razkrivanjem bogastva višjih razredov je vzbudila ljudsko zavist.
Ko je bil Tarkvinij pripravljen zaseči prestol, je s skupino oboroženih mož odšel v senat, se vsedel na prestol in pozval senatorje, naj ga razglasijo za kralja. Nato je pred senatorji očrnil Servija kot sužnja, sina sužnja. Senat in ljudstvo ga v medvladju niso mogli na zakonit način izvoliti za kralja.
Ko je Servij izvedel za Tarkvinijevo drzno dejanje, je odhitel v kurijo, da bi se soočil z njim. Tarkvinij je ponovil obtožbe proti svojemu tastu in ga vrgel po stopnicah na ulico. Kraljevo spremstvo se je razbežalo, Servija pa so na poti proti njegovi palači ubili, morda na odbudo njegove lastne hčerke.
Tulija se je s svojim vozom odpeljala v senatsko hišo, kjer je prva pozdravila svojega moža kot kralja. Na poti domov je naletela na kraljevo truplo, ležeče na ulici, in zapeljala preko njega. Ulica, na kateri je Tulija osramotila pokojnega kralja in svojega očeta, je postala znana kot Vicus Sceleratus, Ulica zločina.

## Vladanje
Tarkvinij je svojo vladavino začel z zavrnitvijo pokopa mrtvega Servija in usmrtvijo  številnih vodilnih senatorjev, za katere je sumil, da so ostali zvesti Serviju. Umorjenih senatorjev ni nadomestil z novimi in se ni posvetoval s senatom o vladnih zadevah, s čimer  je zmanjšal velikost in avtoriteto senata. Ustaljene običaje je prelomil tudi s tem, da je smrtne kazni izrekal brez posveta  s svetovalci, kar je povzročilo strah med tistimi, ki bi mu morda nasprotovati. Močno zavezništvo je sklenil z  zaroko svoje hčerke z Oktavijem Mamilijem iz Tuskula, enim od najvidnejših latinskimi poglavarjev.
Kmalu po revzemu oblasti je sklical srečanje z latinskimi voditelji, da bi se dogovorili o zvezah med Rimom in latinskimi mesti. Srečanje je bilo v gaju, posvečenem boginji  Ferentini. Turn Herdonij je na srečanju nasprotoval Tarkvinijevi aroganci in opozoril svoje rojake, naj ne zaupajo rimskemu kralju. Tarkvinij je nato podkupil Turnuvega služabnika, da je v stanu svojega gospodarja shranil veliko število mečev. Tarkvinij je sklical latinske voditelje in obtožil Turna,  da načrtuje atentat nanj. V spremstvu latinskih voditeljev je odšel v Turnov stan in našel meče, ki so potrdili Turnovo krivdo. Turna so v bližnjem tolmunu utopili. Srečanje latinskih poglavarjev se je nato nadaljevalo. Tarkvinij je voditelje prepričal, da so podaljšali sporazum z Rimom in postali rimski zavezniki. Dogovorjeno je bilo tudi to, da se bodo vojaki Latincev na določen dan v gaju  pridružili rimski vojski..
Tarkvinij  je nato začel vojno z Voloski in zasedel bogato mesto Suessa Pometiaa. Zatem je praznoval triumph in z vojnim plenom začel graditi templj Jupitra Optima  Maksima, ki ga je obljubil Tarkvinij starejši. Sledila je vojna z Gabijci, ki so zavrnili sklenitev sporazuma z Rimom. Ker njihove prestolnice ni mogel osvojiti z orožjem, se je zatekel k zvijači. Njegov sin Sekst se je pretvarjal, da oče z njim slabo ravna in je ves okrvavljen pobegnil v Gabij. Zavedeni prebivalci so mu potem, ko je pridobil njihovo neomejeno zaupanje, zaupali obrambo mesta. Sekst je nato z lažnimi obtožbami usmrtil ali izgnal vse vodilne ljudi v Gabiju in prisilil mesto, da se je vdalo.
Tarkvinij se je dogovoril za mir z Ekvi in podaljšal mirovni sporazum z Etruščani. Po Fasti Triumphales je premagal Sabince in ustanovil rimski koloniji v Signiji in  Cirkeji.
V Rimu je zravnal vrh Tarpejske skale nad forumom in odstranil več Sabinskih svetišč, da bi pripravil prostor za gradnjo templja Jupitra Optima Maksima na Kapitolskem griču. Zgradil je krožne sedeže v cirkusu in odredil kopanje velike rimske kanalizacije, znane kot cloaca maxima.
Po eni od pripovedi je h Tarkviniju prišla Kumska Sibila in nu ponudila devet knjig prerokb po nerazumno visoki ceni. Tarkvinij je ponudbo zavrnil in Sibila je takoj sežgala tri knjige.   Ostalih šest knjig mu je ponudila po enaki ceni, vendar je Tarkvinij tudi to ponudbo zavrnil. Sibila je sežgale še tri knjige in mu preostale tri ponudila po prvotno ceni. Tarkvinij je ponudbo nazadnje sprejel in dobil Sibiline knjige.

## Strmoglavljenje in izgon
Leta 509 pr. n. št. je Tarkvinij razjezil rimsko prebivalstvo s  hitrostjo in bremeni nenehnih gradenj, zato je začel pripravljati  kampanjo proti Rutulom. Rutuli so bili takrat zelo bogat narod, Tarkvinij pa je želel s pridobljenim plenom pomiriti bes  svojih podložnikov. Ker mu rutulske prestolnice Ardeje ni uspelo osvojiti v naskoku, se je odločil za obleganje.
Nadaljevanje je zavito v legendo. Tarkvinijev sin Sekst Tarkvinij je nagovarjal Kolacijevo hčerko Lukrecijo, naj se mu vda, vendar ga je zavrnila. Sekst ji je zato zagrozil, da jo bo ubil in obtožil, da je prešuštvovala s sužnjem. Da bi svojemu možu prihranila sramoto, s katero je grozil Sekst, se je podredila njegovim muham, po njegovem odhodu pa je poslala po moža in očeta in jima razkrila celo zadevo. Zaradi sramu je kljub prošnjam družine naredila samomor. Lukrecijin mož Kolacij in oče  Spurij Lukrecij Tricipitin sta s svojima tovarišema Lucijem Junijem Brutom in Publijem Valerijem prisegla, da bosta kralja in njegovo družino izgnala iz Rima.
Brut je bil kelerski tribun in kot tak poveljnik kraljeve telesne straže. Imel je tudi pravico sklica rimske comitiae. Sklical je komisijo in naštel več pritožb prebivalcev, kraljevih zlorab položaja  in jo podžgal s pripovedjo o Lukrecijinem posilstvu. Komisija je preklicala kraljev imperij in ga izgnala. Tulija mlajša je v strahu pred razjarjeno množico pobegnila, Sekst Tarkvinij pa je pobegnil v Gabij in pričakoval zaščito tamkajšnje rimske garnizije. S preteklimi dejanji je pridobil toliko sovražnikov, da so ga kmalu zatem umorili. Comitia centuriata je izvolila dva enakopravna konzula, ki sta vodila rimsko upravo. Volitvam prvih konzulov, Lucija Junija Bruta in Lucija Tarkvinija Kolatina, je predsedoval rimski prefekt.
Ko je kralj izvedel za upor, je zapustil Ardejo in šel v Etrurijo iskat pomoč svojih privržencev. Vojake so mu poslali Veji In Tarkvini. Tarkvinij se je z združeno vojsko pripravil na pohod na Rim. Brut je medtem pripravil vojsko, ki naj bi ga prestregla. V presenetljivem preobratu je Brut od Kolatina zahteval, naj zaradi svojega osovraženega imena Lucij  Tarkvinij odstopi in odide v izgnanstvo. Kolatin, prizadet zaradi izdaje, je odstopil. Na njegovo mesto je bil izvoljen njegov tast Publij  Valerij Publikola.
Kralj je poslal v Rim delegacijo, na videz z zahtevo, da se mu vrne osebno premožanje,  v resnici pa zato, da bi s svojimi podporniki zrušil novo oblast.  Ko so zaroto odkrili, so senatorji vse ujete zarotnike obsodili na smrt. Brut je bil prisiljen obsoditi na smrt tudi svoja sinova Tita in Tiberija, ki sta sodelovala v zaroti. Brut je nato oblast v mestu prepustil Lukreciju in se odpravil na spopad  odstavljenim kraljem. V težki bitki pri Arsijskem gozdu so Rimljani zmagali kralja in njegove etruščanske zaveznike. Obe strani sta imeli težke izgube. Brut in njegov bratranec Aruns Tarkvinij sta bila v neposrednem medsebojnem spopadu ubita.
Kralj Tarkvinij je po porazu odšel k Larsu Porseni, kralju Kluzija.  Porsenov pohod na Rim in junaška obramba Rimljanov sta postala legendarna  in osnova za zgodbi o Horaciju in mostu in junaštvu Gaja Mucija Skevole. Zgodbi se razlikujeta po tem ali je Porsena vstopil v Rim ali ne. Sodobne študije kažejo, da mu je uspelo na kratko zasesti mesto, preden se je umaknil. Njegova prizadevanja seveda niso pomagala izgnanemu rimskemu kralju.
Tarkvinijev zadnji poskus, da si povrne Rimsko kraljestvo, se je zgodil leta 498 ali 496 pr. n. št., ko je prepričal svojega zeta Oktavija Mamilija, diktatorja Tuskula,  da se odpravi na Rim na čelu latinske vojske. Rimsko vojsko sta vodila diktator Alb Postumij  Alb in njegov magister equitum  Tit Ebutij Elva. Odstavljeni  kralj in njegov zadnji preostali sin Tit Tarkvinij sta se v spremstvu vojske rimskih izgnancev borila skupaj z Latinci. Tudi ta bitka je bila težka in s tesnim izidom. Obe strani sta utrpeli velike izgube. Mamilij je bil ubit, magister equitum pa hudo poškodovan. Titu Tarkviniju je komaj uspelo rešiti življenje. Latinci so na koncu zapustili bojišče in Rim je ohranil svojo neodvisnost.

## Smrt
Po porazu in izgubi zeta je Lucij  Tarkvinij Superb odšel na Aristodemov dvor v Kumah, kjer je leta 495 umrl.